# Nanomitrium capituligerum
Nanomitrium capituligerum là một loài rêu trong họ Ephemeraceae. Loài này được Müll. Hal. Broth. mô tả khoa học đầu tiên năm 1903.